# Raoul di Bourges
Raoul di Bourges, detto popolarmente Saint Roils (Turenne, IX secolo – Bourges, 866), fu un abate franco che divenne arcivescovo di Bourges; è venerato come santo dalla Chiesa cattolica.

## Biografia
Era figlio di Raoul, conte di Quercy e signore di Turenne (Corrèze), e della moglie Aiga.
Educato come monaco benedettino, divenne probabilmente abate a Solignac e quindi fu nominato arcivescovo di Bourges nell'841, con il consenso di Carlo il Calvo. Fu anche abate di Saint-Médard de Soissons.
Nell'843 trasferì la reliquie di San Perpetuo da Roma all'abbazia di Dèvres (o Deuvre) a Saint-Georges-sur-la-Prée.
Nell'845 partecipò ai negoziati fra Carlo il Calvo e Pipino II di Aquitania che ebbero luogo a Saint-Benoît-sur-Loire e divenne fu nominato abate del monastero ivi locato, carica che tenne fino all'859.  Prima di tale data aveva fondato il monastero di Beaulieu-sur-Dordogne ove fece venire i monaci di Solignac.
Si adoperò per riformare la sua diocesi abolendone gli abusi che vi aveva trovato. Per far conoscere al proprio clero gli antichi canoni la cui osservanza era venuta meno, redasse l'Instruction pastorale, raccolta di norme che venne utilizzata fino al XX secolo nella formazione del clero.